# Бео енганський
Бео енганський (Gracula enganensis) — вид горобцеподібних птахів родини шпакових (Sturnidae). Ендемік острова Енгано біля південно-західної Суматри (Індонезія).

## Опис
Птах завдовжки до 27 см. Він має чорне оперення з бірюзовим блиском і фіолетовим відтінком на голові та шиї. Є великі білі плями на крилах, які помітні під час польоту. Товстий дзьоб і міцні ноги яскраво-жовті. Має яскраві помаранчево-жовті плями оголеної шкіри та м'ясисті жовті сережки збоку голови та потилиці.

## Спосіб життя
Птах є деревним і трапляється переважно на узліссях. Як і більшість шпаків, він досить всеїдний, харчуючись фруктами, нектаром і комахами.